# Morlincourt
Morlincourt és un municipi francès, situat al departament de l'Oise i a la regió dels Alts de França. L'any 2007 tenia 485 habitants.

## Demografia

### Població
El 2007 la població de fet de Morlincourt era de 485 persones. Hi havia 184 famílies de les quals 32 eren unipersonals (20 homes vivint sols i 12 dones vivint soles), 64 parelles sense fills, 80 parelles amb fills i 8 famílies monoparentals amb fills.
La població ha evolucionat segons el següent gràfic:
Habitants censats

### Habitatges
El 2007 hi havia 195 habitatges, 185 eren l'habitatge principal de la família, 4 eren segones residències i 6 estaven desocupats. 192 eren cases i 3 eren apartaments. Dels 185 habitatges principals, 160 estaven ocupats pels seus propietaris, 23 estaven llogats i ocupats pels llogaters i 2 estaven cedits a títol gratuït; 1 tenia una cambra, 6 en tenien dues, 26 en tenien tres, 46 en tenien quatre i 106 en tenien cinc o més. 143 habitatges disposaven pel capbaix d'una plaça de pàrquing. A 77 habitatges hi havia un automòbil i a 92 n'hi havia dos o més.

### Piràmide de població
La piràmide de població per edats i sexe el 2009 era:
| Homes | Edats   | Dones |
| ----- | ------- | ----- |
| 0     | 95 o +  | 0     |
| 0     | 90 a 94 | 0     |
| 4     | 85 a 89 | 4     |
| 0     | 80 a 84 | 12    |
| 12    | 75 a 79 | 8     |
| 4     | 70 a 74 | 4     |
| 8     | 65 a 69 | 20    |
| 0     | 60 a 64 | 8     |
| 8     | 55 a 59 | 0     |
| 28    | 50 a 54 | 4     |
| 16    | 45 a 49 | 40    |
| 16    | 40 a 44 | 20    |
| 16    | 35 a 39 | 12    |
| 24    | 30 a 34 | 32    |
| 16    | 25 a 29 | 12    |
| 16    | 20 a 24 | 20    |
| 20    | 15 a 19 | 25    |
| 20    | 10 a 14 | 20    |
| 40    | 5 a 9   | 8     |
| 16    | 0 a 4   | 20    |

## Economia
El 2007 la població en edat de treballar era de 341 persones, 245 eren actives i 96 eren inactives. De les 245 persones actives 221 estaven ocupades (118 homes i 103 dones) i 24 estaven aturades (15 homes i 9 dones). De les 96 persones inactives 29 estaven jubilades, 36 estaven estudiant i 31 estaven classificades com a «altres inactius».

### Ingressos
El 2009 a Morlincourt hi havia 185 unitats fiscals que integraven 471,5 persones, la mediana anual d'ingressos fiscals per persona era de 20.227 €.

### Activitats econòmiques
Dels 11 establiments que hi havia el 2007, 4 eren d'empreses de construcció, 2 d'empreses de transport, 2 d'empreses d'hostatgeria i restauració, 1 d'una empresa financera, 1 d'una entitat de l'administració pública i 1 d'una empresa classificada com a «altres activitats de serveis».
Dels 6 establiments de servei als particulars que hi havia el 2009, 1 era una funerària, 1 paleta, 2 guixaires pintors, 1 lampisteria i 1 restaurant.

## Equipaments sanitaris i escolars
El 2009 hi havia una escola elemental integrada dins d'un grup escolar amb les comunes properes formant una escola dispersa.

## Poblacions més properes
El següent diagrama mostra les poblacions més properes.